# ريكاردو كاناليس
ريكاردو غابريل كاناليس لانزا (بالإسبانية: Ricardo Canales) (مواليد 30 مايو 1982 في لا سيبا) لاعب كرة قدم هندوراسي من دون نادي حاليا .

## روابط خارجية
- ريكاردو كاناليس على موقع الاتحاد الدولي (مؤرشف)  (الإنجليزية)
- ريكاردو كاناليس على موقع قاعدة بيانات كرة القدم.إي يو (الإنجليزية)
- ريكاردو كاناليس على موقع ناشيونال فوتبول تيمز (الإنجليزية)
- ريكاردو كاناليس على موقع Soccerway.com (الإنجليزية)
- ريكاردو كاناليس على موقع عالم كرة القدم.نت (الإنجليزية)
- ريكاردو كاناليس على موقع كووورة